# Deroceras
Deroceras Rafinesque, 1820 è un genere di molluschi gasteropodi polmonati terrestri appartenente alla famiglia Agriolimacidae.

## Descrizione
Il genere comprende molluschi di lunghezza da piccola a media, 30–35 mm, e che arrivano al massimo, solo in alcune specie, a 45 mm. Il corpo, affusolato e un po' più largo in corrispondenza del mantello, può avere diverse colorazioni che variano molto tra le diverse specie; le più comuni sono il crema pallido, con o senza macchioline più scure, mai strisce, e un più uniforme grigio o marrone o, più raramente, nero. A seconda della specie, il mantello occupa da un terzo a metà del corpo e sulla sua metà posteriore destra è presente lo pneumostoma mentre all'interno di esso è presente anche una placca di conchiglia. Sul dorso di queste lumache è poi presente una cresta poco marcata che in nessuna specie percorre l'intera lunghezza del corpo. Il muco è solitamente incolore ma in alcune specie può contenere un deposito bianco se è stato prodotto dopo che la lumaca è stata disturbata.

In genere non tutte le specie sono distinguibili l'una dall'altra con il solo esame esteriore, per questo in alcuni casi la certezza della specie si può avere solo con la dissezione dell'animale e l'esame dei suoi organi riproduttivi. Un tratto caratteristico delle diverse specie di questi gasteropodi ermafroditi è infatti la forma del glande del pene e del cono stimolatore presente all'interno di quest'ultimo.

## Biologia
La maggior parte delle specie del genere Deroceras è erbivora, preferendo mangiare materiale vegetale fresco, e ha un ciclo vitale che va dai 10 ai 14 mesi nelle regioni più fresche e umide e che scende a soli 2 mesi nelle regioni più calde.

## Distribuzione e habitat
Quasi tutte le specie preferiscono biotopi umidi ma alcune specie vivono anche in zone estremamente secche d'estate. La diffusione del genere era originariamente paleartica, con alcune specie presenti anche sugli altopiani dell'Etiopia, tuttavia, al giorno d'oggi, alcune specie si sono diffuse, grazie all'uomo, in tutto il mondo.

## Tassonomia
Il genere comprende le seguenti specie:
- Deroceras abessinicum (Simroth, 1904)
- Deroceras adolphi Wiktor, 1998
- Deroceras aenigma Leonard, 1950
- Deroceras afer (Simroth, 1904)
- Deroceras agreste (Linnaeus, 1758)
- Deroceras altaicum (Simroth, 1886)
- Deroceras altimirai van Regteren Altena, 1969
- Deroceras astypalaeense Wiktor & Mylonas, 1992
- Deroceras attemsi (Simroth, 1904)
- Deroceras bakurianum (Simroth, 1912)
- Deroceras barceum (Gambetta, 1925)
- Deroceras berytense (Bourguignat, 1852)
- Deroceras bisacchianum Bodon, Boato & Giusti, 1982
- Deroceras bistimulatum Wiktor, 2000
- Deroceras boeoticum Wiktor, 1984
- Deroceras boettgeri (Simroth, 1889)
- Deroceras bulgaricum Grossu, 1969
- Deroceras bureschi (H. Wagner, 1934)
- Deroceras caucasicum (Simroth, 1901)
- Deroceras cazioti (Pollonera, 1896)
- Deroceras chevallieri van Regteren Altena, 1973
- Deroceras christae Rähle, 1998
- Deroceras chrysorroyatissense Rähle, 1984
- Deroceras concrementosum (Simroth, 1904)
- Deroceras corsicum (Simroth, 1900)
- Deroceras cycladicum Wiktor & Mylonas, 1981
- Deroceras dallaii Giusti, 1970
- Deroceras deckeni (Simroth, 1904)
- Deroceras demirtense Rähle, 1998
- Deroceras dewinteri Maassen, 2000
- Deroceras ercinae de Winter, 1985
- Deroceras famagustense Rähle, 1991
- Deroceras gardullanum (Simroth, 1904)
- Deroceras gavdosense Wiktor, Vardinoyannis & Mylonas, 1994
- Deroceras glandulosum (Simroth, 1904)
- Deroceras golcheri van Regteren Altena, 1962
- Deroceras gorgonium Wiktor, Vardinoyannis & Mylonas, 1994
- Deroceras grossui Reischütz, 1975
- Deroceras halieos de Winter & Butot, 1986
- Deroceras helicoidale Rähle, 1998
- Deroceras heterura Pilsbry, 1944
- Deroceras hispaniense Castillejo & Wiktor, 1983
- Deroceras ikaria P. L. Reischütz, 1983
- Deroceras ilium (Simroth, 1902)
- Deroceras invadens Reise, Hutchinson, Schunack & Schlitt, 2011
- Deroceras johannaede Winter & Butot, 1985
- Deroceras juranum Wüthrich, 1993
- Deroceras karnaniense Wiktor, 1984
- Deroceras kasium Rähle, 1993
- Deroceras keanense van Regteren Altena, 1973
- Deroceras klemmi Grossu, 1972
- Deroceras kontanum (Simroth, 1904)
- Deroceras korthionense de Winter & Butot, 1985
- Deroceras koschanum (Simroth, 1904)
- Deroceras kythirense Wiktor, Vardinoyannis & Mylonas, 1994
- Deroceras laeve (O. F. Müller, 1774)
- Deroceras lasithionense Wiktor, Vardinoyannis & Mylonas, 1994
- Deroceras levisarcobelum de Winter, 1986
- Deroceras limacoides (Simroth, 1904)
- Deroceras lombricoides (Morelet, 1845)
- Deroceras lothari Giusti, 1973
- Deroceras maasseni Wiktor, 1996
- Deroceras malkini Wiktor, 1984
- Deroceras melinum Wiktor & Mylonas, 1981
- Deroceras minoicum Wiktor, Vardinoyannis & Mylonas, 1994
- Deroceras moldavicum (Grossu & Lupu, 1961)
- Deroceras monticola Yamaguchi & Habe, 1955
- Deroceras neuteboomi Forcart, 1972
- Deroceras nitidum (Morelet, 1845)
- Deroceras nyphoni de Winter & Butot, 1986
- Deroceras occidentale (Grossu & Lupu, 1966)
- Deroceras oertzeni (Simroth, 1889)
- Deroceras orduensisWiktor, 2007
- Deroceras osseticum (Simroth, 1902)
- Deroceras pageti Grossu, 1972
- Deroceras panormitanum (Lessona & Pollonera, 1882)
- Deroceras parium Wiktor & Mylonas, 1981
- Deroceras parnasium Wiktor, 1984
- Deroceras planarioides (Simroth, 1910)
- Deroceras ponsonbyi (P. Hesse, 1884)
- Deroceras praecox Wiktor, 1966
- Deroceras pseudopanormitanum Wiktor, 1984
- Deroceras rethimnonense de Winter & Butot, 1986
- Deroceras reticulatum (O. F. Müller, 1774)
- Deroceras rhodense Forcart, 1972
- Deroceras roblesi Borredà, 2003
- Deroceras rodnaeGrossu & Lupu, 1965
- Deroceras samium Rähle, 1983
- Deroceras sardum (Simroth, 1886)
- Deroceras seriphium Wiktor & Mylonas, 1981
- Deroceras sturanyi (Simroth, 1894)
- Deroceras subagreste (Simroth, 1892)
- Deroceras tarracense van Regteren Altena, 1969
- Deroceras tauricum (Simroth, 1901)
- Deroceras thersites (Simroth, 1886)
- Deroceras trabzonensisWiktor, 1994
- Deroceras turcicum (Simroth, 1894)
- Deroceras uataderense (Simroth, 1904)
- Deroceras varians (A. Adams, 1868)
- Deroceras vascoanum de Winter, 1986
- Deroceras vranceanum Grossu, 1969
- Deroceras zilchi Grossu, 1969

## Effetti dannosi
Molte di queste specie di lumache terricole sono sinantropiche e sono spesso classificate come parassiti dannosi per l'agricoltura e l'orticoltura, è il caso ad esempio delle specie Deroceras reticulatum, Deroceras invadens, Deroceras agreste e Deroceras laeve. Anche le specie invasive introdotte dall'uomo possono essere molto problematiche, poiché spesso nei nuovi habitat non sono presenti loro nemici naturali.